# 蒂里亞山
45°31′57″N 06°51′38″E / 45.53250°N 6.86056°E

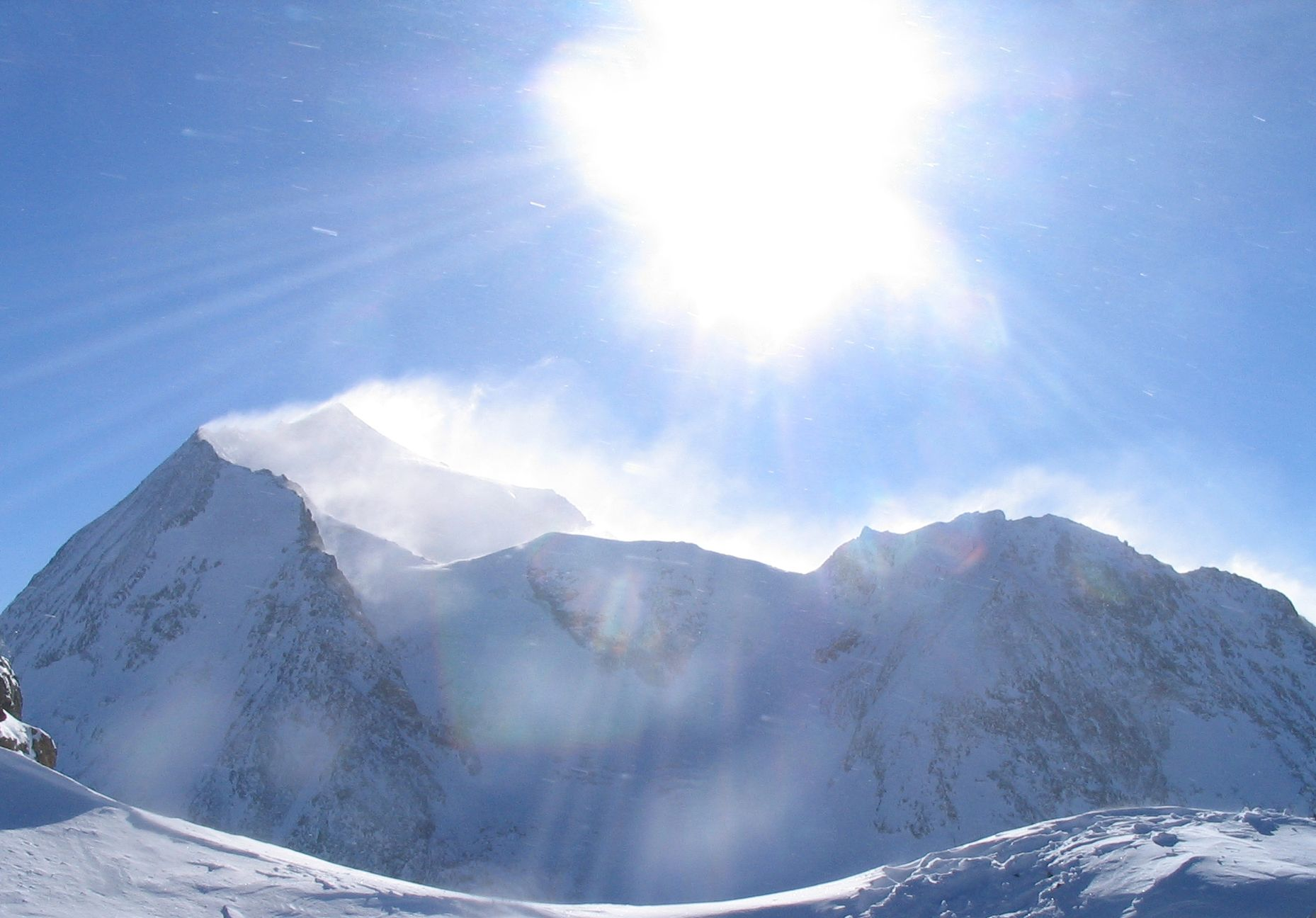

蒂里亞山（法語：Mont Turia），是法國的山峰，位於該國東北部奧文尼-隆-阿爾卑斯大區，由薩瓦省負責管轄，屬於瓦努瓦斯山的一部分，海拔高度3,646米，每年平均降雨量1,479毫米。